# ناحیه برت، شهرستان چبویگان، میشیگان
ناحیه برت (به انگلیسی: Burt Township) یک منطقهٔ مسکونی در ایالات متحده آمریکا است که در شهرستان چبویگان، میشیگان واقع شده‌است.
 ناحیه برت ۹۰٫۹ کیلومتر مربع مساحت و ۶۸۰ نفر جمعیت دارد و ۱۸۱ متر بالاتر از سطح دریا واقع شده‌است.